# Gruppo editoriale Mauri Spagnol
Il Gruppo editoriale Mauri Spagnol S.p.A. è una holding editoriale italiana del Gruppo Messaggerie italiane.

## Storia

### Prima di GeMS
Umberto Mauri, già collaboratore per la Bompiani, riscatta le Messaggerie italiane (per cui lavorava sin dal 1937) dall'editore Hachette. Nel 1955 Mario Spagnol, amico del figlio di Umberto Mauri, Fabio, entra in Bompiani.
Luciano Mauri, figlio di Umberto, succede al padre nella gestione delle Messaggerie dal 1963. Al 1977 risale l'acquisizione della casa editrice Longanesi. Quest'ultima, da tempo afflitta da una crisi economica ed editoriale, inizierà a riprendersi con la gestione di Mario Spagnol. Attraverso Longanesi vengono acquistate Guanda (1986) e Salani (1987); viene inoltre fondata la TEA in società con UTET (1987).
Nel 1992 e nel 1993 vengono acquistate rispettivamente Corbaccio e Ponte alle Grazie.
Il gruppo inizia a stabilizzarsi economicamente e vengono dunque acquistate le azioni di Finarte in Corbaccio e in Salani. Agli stessi anni risale l'entrata nell'azionariato di Garzanti che però non entra a far parte del gruppo.
Nel 1999, alla morte di Mario Spagnol, Stefano Mauri succede a Mario Spagnol nella carica di responsabile della Longanesi e si avvia la ristrutturazione del gruppo. Stefano Mauri diviene poi responsabile delle società controllate da Messaggerie italiane (Longanesi, Guanda, TEA, Corbaccio, Vallardi) mentre Luigi Spagnol (1961-2020) di quelle controllate dalla sua famiglia (Salani e Ponte alle Grazie).
Alla fine del 2002 a Stefano Mauri viene affidata anche la responsabilità della casa editrice Garzanti Libri. Nello stesso anno viene acquistata la Editrice Nord.

### Nasce GeMS
Il 13 ottobre 2005 nasce a Milano il Gruppo editoriale Mauri Spagnol (GeMS), così denominato in omaggio ai due fondatori. È controllata da Messaggerie italiane per il 73,77%, dalla famiglia Spagnol per il 23% e da Andrea Micheli per il 3,23%. Al Gruppo vengono conferite le partecipazioni delle case editrici Longanesi, Garzanti, Vallardi, Guanda, Corbaccio, Tea, Nord, della società di promozione commerciale Pro Libro (precedentemente controllate dalle Messaggerie Italiane) Salani e Ponte alle Grazie (precedentemente controllate dalla famiglia Spagnol) e il 50% di R.L. Libri, joint venture con RCS Libri.
Nel 2006 Garzanti entra totalmente nel gruppo GeMS. La promozione e la commercializzazione vengono delegate alla società Pro Libro Service mentre alla GE.AM.CO. (partecipata al 50% da GeMS) viene delegata la gestione amministrativa e contabile.
Nel 2007 nasce Chiarelettere, che pubblica prevalentemente libri di attualità e inchiesta, detenuta per il 49%.
Nel 2009 vengono acquisite Duomo Ediciones (con sede a Barcellona), il 56% di La Coccinella (letteratura per ragazzi), Bollati Boringhieri (saggistica) e il 35% di Fazi Editore. Le quote in Fazi verranno poi cedute nel maggio del 2013.
In occasione del centesimo anniversario di Messaggerie Italiane il 24 febbraio 2014 è stata inaugurata la Fondazione Umberto e Elisabetta Mauri, presieduta da Achille Mauri. La Fondazione gestirà anche la Scuola per Librai, che da anni promuove la cultura europea del libro coinvolgendo in misura sempre maggiore gli attori del panorama editoriale e librario mondiale. Ha promosso la creazione di BookCity Milano.
Nel 2019 GeMS ha acquisito il controllo del 51% di Newton Compton.. Nel 2021 GeMS entra in Storielibere, società leader di podcast in Italia.
Nel 2021 Stefano Mauri viene premiato con il Premio Cesare Pavese per l'Editoria.

## Case editrici del gruppo
- Bollati Boringhieri
- Chiarelettere
- Garzanti
  - Corbaccio, Orville Press
- Guanda
  - Astoria
- La Coccinella
- Longanesi
- Editrice Nord
- Newton Compton
- Salani
  - Ape Junior, Magazzini Salani, Nord-Sud, Ponte alle Grazie
- TEA
  - Limina, Tre60
- Vallardi
  - Duomo Ediciones